# البتانون
البتانون إحدى قرى مركز شبين الكوم التابع لمحافظة المنوفية بجمهورية مصر العربية. من أعلام القرية المشير محمد عبد الغني الجمسي وزير الحربية السابق.

## التاريخ
ذكرها علي مبارك في كتابه الخطط التوفيقية باسم "البتنون"، حيث ذكر أنها من قرى مديرية المنوفية بقسم مليج، وأن بها 10 جوامع وعدة أضرحة، إضافة إلى كنيسة أثرية مشهورة وبها معملان دجاج ومصابغ ونحو 20 ساقية. كما ذكر أن جملة أراضيها 4,000 فدان، وعدد سكانها 7,500 نسمة نحو رُبعهم مسيحيون، ولأهلها شهرة في صناعة نسيج الكتان وعسل النحل، وبها سوق للماشية يقام كل ثلاثاء. كما ورد ذكرها في كتاب وصف مصر كإحدي القري الشهيرة بصناعة الكليم والمنسوجات اليدوية، والتي كانت تصدر إلي الخارج في ذلك الوقت.

## السكان
بلغ عدد سكان البتانون وحصتها 46,002 نسمة، حسب الإحصاء الرسمي لعام 2006.

## أعلام
- محمد عبد الغني الجمسي